# Линчбург (Вирџинија)
Линчбург (енгл. Lynchburg) град је у централном делу америчке савезне државе Вирџиније. По попису становништва из 2010. у њему је живело 75.568 становника. Смештен у подножју Планина блу риџ дуж обале реке Џејмс, Линчбург је познат као „град седам брда“ или „град брда“. Линчбург је био једини већи град у Вирџинији који није пао у руке Уније у Америчком грађанском рату.

## Географија
Линчбург се налази на надморској висини од 192 m.

## Демографија
Према попису становништва из 2010. у граду је живело 75.568 становника, што је 10.299 (15,8%) становника више него 2000. године.
|                   | 2010.           | 2000.           |
| Укупно            | 75 568 (100,0%) | 65 269 (100,0%) |
| Белци             | 47 574 (62,96%) | 43 108 (66,05%) |
| Афроамериканци    | 22 140 (29,30%) | 19 382 (29,70%) |
| Хиспаноамериканци | 2 300 (3,044%)  | 878 (1,345%)    |
| Азијати           | 1 868 (2,472%)  | 838 (1,284%)    |
| Остали            | 1 686 (2,231%)  | 1 063 (1,629%)  |